# کندی‌من (فیلم ۱۹۹۲)
کندی‌من (به انگلیسی: Candyman) یک فیلم در ژانر ترسناک به کارگردانی برنارد رز، محصول سال ۱۹۹۲ آمریکا با ایفای نقش تونی تاد، ویرجینیا مادسن، کیسی لمونز و زاندر برکلی است که بر اساس داستانی به نام «ممنوع‌شده» نوشته کلایو بارکر ساخته شده‌است. داستان فیلم، روایت دانشجویی است که برای پروژه پایان ترم بر روی موضوع افسانه‌های محلی کار می‌کند و نظرش به سوی افسانه «کندی‌من» جلب شده‌است: افسانه‌ای دربارهٔ پسر سیاه‌پوست یک برده که پس از یک سری اتفاقات یکی از دستانش برای مجازات بریده می‌شود و با یک قلاب جایگزین می‌شود.

## تقدیرات
موسیقی متن فیلم را فیلیپ گلس ساخته که یکی از برترین موسیقی‌های متن تاریخ سینما محسوب می‌شود. این فیلم در سایت راتن تومیتوز با امتیاز ۷۴٪ یک «گوجه‌فرنگی رسیده» محسوب می‌شود و وبگاه آل‌مووی نیز از این فیلم تقدیر کرده و از آن به عنوان «فیلمی فراموش‌نشدنی، هوشمندانه و شاعرانه» یاد کرده و آن را «بهترین اقتباس سینمایی از یکی از داستان‌های بارکر» نامیده‌است. در فهرست ۱۰۰ سکانس ترسناک برتر تاریخ سینما در شبکه تلویزیونی براووی آمریکا، سکانسی که در آن کندی‌من کت خود را باز می‌کند و زنبورهایی که سرتاسر بدنش را گرفته‌اند، نمایان می‌شوند، هفتاد و پنجمین سکانس ترسناک سینما نام گرفته‌است. شخصیت کندی‌من در ۱۳ شرور برتر فیلم‌های اسلشر در وبسایت بلادی دیسگاستینگ (Bloody Disgusting) در رتبه هشت قرار دارد و همین رتبه را در ۱۱ شخصیت اشلشر برتر سینما به انتخاب وبسایت اوگو نتورکس (UGO Networks) نیز حفظ کرد. بازیگری که نقش کندی‌من را بازی کرد، تونی تاد، برای این نقش مورد تقدیرهای فراوان قرار گرفته‌است و در ۱۰۰ ایفای نقش برتر سینما در فیلم‌های ترسناک به انتخاب وبگاه رتروکراش (Retrocrush) در رتبه ۵۳ قرار گرفته‌است. در فهرست ۱۰۰ فیلم دلهره‌آور برتر تاریخ سینما از دیدگاه بنیاد فیلم آمریکا، این فیلم نامزد شد ولی نتوانست در ۱۰۰ فیلم برتر جای بگیرد.